# 亞速斯凱 (海尼切斯克區)
46°15′46″N 34°52′1″E / 46.26278°N 34.86694°E

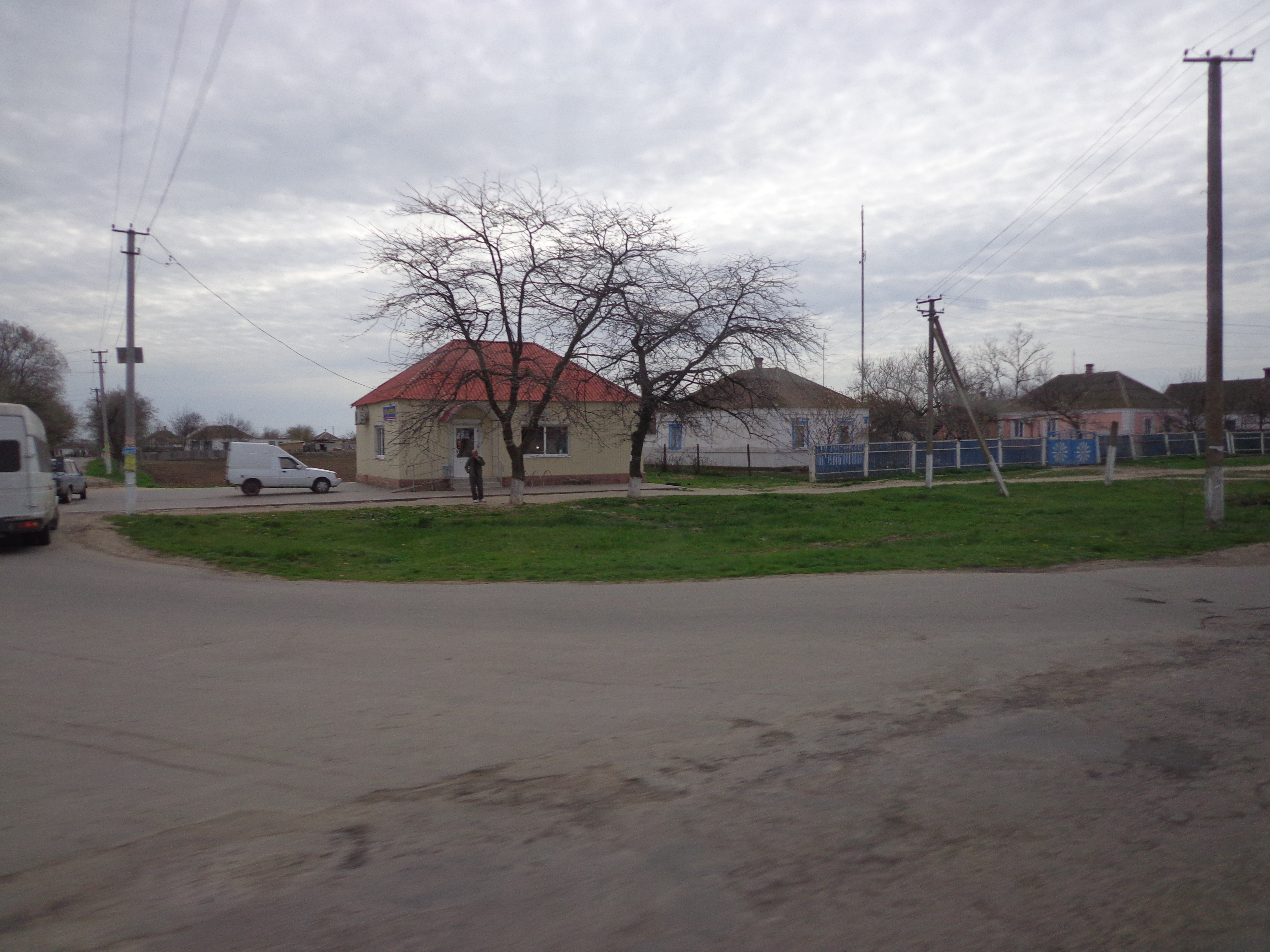
村貌

亞速斯凯（羅馬化：Azovske）是位於烏克蘭南部的村莊，由赫爾松州海尼切斯克區的海尼切斯克市镇負責管轄。該村面積102.7平方公里，海拔高度3米，2001年人口2,815，人口密度每平方公里27.4人。

## 歷史
該村始建於1820年。1866年時人口2,822。
1946年4月27日前該村名為尤茲庫伊或小尤茲庫亚（烏克蘭語：Юзкуї; Мала Юзкуя），1946-2016年名為伏龍芝（烏克蘭語：Фрунзе），得名自蘇聯軍人米哈伊爾·伏龍芝。
2016年該村改為現名亞速斯凯。